# Victor Smolski

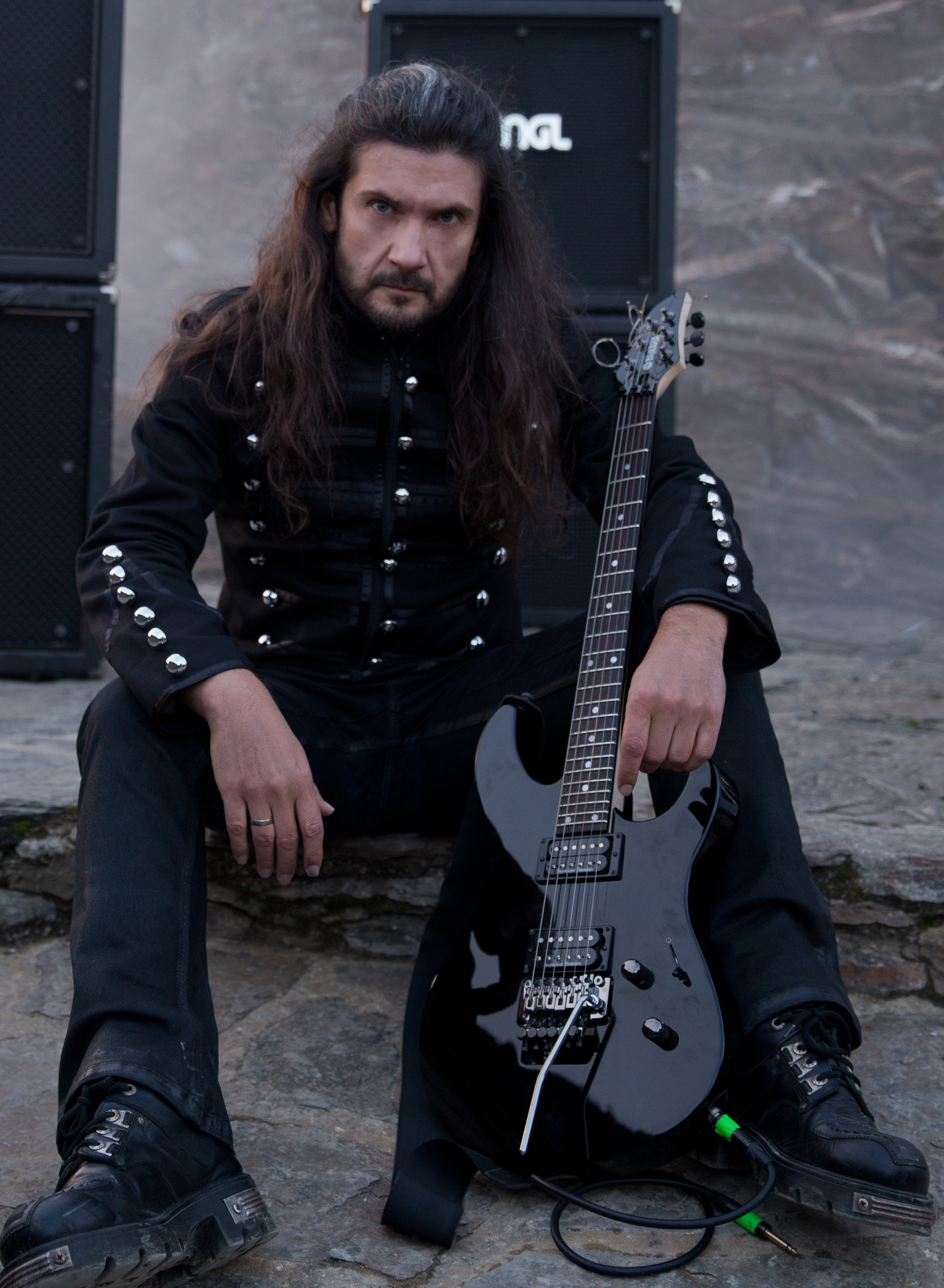
Victor Smolski, 2015

Victor Smolski (belarussisch Віктар Смольскі; russisch Виктор Смольский; * 1. Februar 1969 in Minsk) ist ein in Deutschland lebender belarussischer Musiker und Rennfahrer. Er war von 1999 bis 2015 Gitarrist und Keyboarder der Band Rage, für die er auch komponierte. Ehrenamtlich tritt er außerdem für Zivilcourage ein, indem er das Projekt Schule ohne Rassismus, Schule mit Courage am Thomas-Morus-Gymnasium in Oelde unterstützt. Er tritt für diese Schule als Pate ein. Victor Smolski ist Sohn des Komponisten Dmitri Smolski, mit dem er auch bei verschiedenen Projekten zusammenarbeitete, u. a. als Solo-Gitarrist in dessen 9. Sinfonie.
Smolski lebt in Beckum.

## Die frühen Jahre
Victor Smolski begann mit sechs Jahren Cello und Klavier zu lernen, bevor er sich im Alter von 11 Jahren der Gitarre widmete. Bereits im Alter von 14 Jahren spielte er mit der belarussischen Rock-Band Pesniary, die musikalisch mit den Scorpions vergleichbar war. Pesniary gehörten zu den populärsten Rock-Bands in der Sowjetunion und verkauften mehr als 10 Millionen Tonträger. Der talentierte Musiker diplomierte in seiner Heimat an der Rock- und Jazz-Gitarre und in den Bereichen „klassische Komposition“ und „Arrangements“. Im Jahr 1988 gründete der Gitarrist die Gruppe Inspector, mit der er Konzerte in ganz Europa spielte und die CD „Russian Prayer“ über Aris/Ariola (heute Sony) veröffentlichte. 1993 zog der Musiker dauerhaft nach Deutschland, wo er bis heute lebt. Zunächst arbeitete er als Studiomusiker und nahm seine erste Solo-CD „Destiny“ auf.
Ab 1995 war Victor Smolski Mitglied der Progressive-Metal-Band Mind Odyssey, mit denen er sehr erfolgreich u. a. gemeinsam mit den Bands Vicious Rumours und Savatage in Europa tourte, sowie regelmäßig Airplay auf Viva und bei MTV erzielen konnte. Die meisten Songs der erfolgreichen Mind Odyssey-Alben „Nailed to the Shade“ und „Signs“ stammten von ihm und führten zur Zusammenarbeit mit dem „Belarus Symphonic Orchestra“. In der Folgezeit komponierten Dmitry und Victor Smolski gemeinsam eine Symphonie für elektrische Gitarre und Orchester und führten diese in ganz Europa auf.
Seit 1995 ist Victor Smolski zudem noch erfolgreich als Rennfahrer tätig und kann auch in diesem Bereich auf viele herausragende Erfolge zurückblicken.

## Rage und die Jahre von 1999 bis 2013
Im Jahr 1999 stieg Victor Smolski als Gitarrist bei der deutschen Heavy-Metal-Band Rage ein, mit denen er bei Wacken Open Air sein Live-Debüt feierte. Eine Europa- und eine Russland-Tour folgten. Anfang 2000 komponierte und produzierte Smolski seine zweite Solo-CD, die in einer Kooperation mit dem Belarussian Orchestra und den Kollegen von RAGE entstand. „The Heretic“ ist eine Mischung aus Klassik und Heavy Metal. Das nächste Soloalbum, „Majesty & Passion“, war noch aufwändiger. Die Konzeptionierung, die Ausführung des aProjekts und eine Liste von Gastmusikern (darunter Alexander Beyrodt, Marcus Deml, Frank Itt, Uli Jon Roth, Michael Sagmeister und Mike Terrana) sind bis heute international unerreicht. Musikalisch transportiert das Album die Musik von Johann Sebastian Bach in die Moderne.
Mit dem von ihm geschriebenen Stück und auf dem RAGE-Album „Welcome to the Other Side“  erschienenen „Straight to Hell“ erzielte Victor Smolski im Jahr 2001 seinen größten Erfolg. Dieser Song wurde für den Soundtrack des erfolgreichsten deutschen Films „Der Schuh des Manitu“ genutzt und später nochmals für „Traumschiff Surprise“ verwendet. In der Folgezeit nahm Smolski zahlreiche weitere Alben mit RAGE und der russischen Band Kipelov auf und veröffentlichte mehrere DVDs. Als Produzent arbeitete er in der Zwischenzeit für Labels wie BMG, GUN Records, Drakkar/Classic, Ariola und Nuclear Blast. Für letztgenanntes produzierte er 2007 die CD zum 20. Geburtstag des Labels, für das Smolksi auch alle Songs schrieb und Keyboards, Gitarren und Bass einspielte. Im gleichen Jahr nahm er als Fahrer am TV-Show-Event „Stefan Raabs Stock Car Crash Challenge“ teil, welches auf PRO7 ausgestrahlt wurde. Ebenfalls im Jahr 2007 eröffnete der Ausnahmemusiker in Hamm seine Unity Music School und führt seitdem vermehrt Workshops für u. a. Yamaha und Engl durch.
Den beeindruckendsten Auftritt im Jahr 2007 absolvierten Rage zusammen mit dem Lingua Mortis Orchestra – und erstreckten sich von Russland über die Ukraine bis hin zum Masters Of Rock in Tschechien und zum Wacken Open Air, wo das Konzert vor 100.000 Zuschauern aufgezeichnet wurde. Dieses Film-Material wurde als Bonus-DVD auf dem 2008er Rage-Album „Carved in Stone“ veröffentlicht und auf Premiere und WDR im Fernsehen ausgestrahlt. Für die PR zum Album traten Rage im Februar 2008 bei Stefan Raabs TV Total-Sendung auf und absolvierten daraufhin die „Carved in the Road“-Welttournee, die die Band wiederum von Europa über Russland nach Japan führte. Dort absolvierte der Gitarrist am MI (Musicians Institute) in Tokio einen Workshop, der gefilmt und von Japans bekanntestem Gitarrenmagazin Young Guitar später auf DVD veröffentlicht wurde.
Als Endorser erzielte er in der Zwischenzeit Kooperationen mit den Herstellern Engl, Yamaha, Siggi Guitars, Thomastik-Infeld und Cordial – bis hin zu neuen Produkten wie dem „Victor Smolski Signature Cable“ von Cordial, dem „Victor Smolski Limited Edition“-Amp von Engl und der Signature Gitarre von Siggi Braun Guitars.

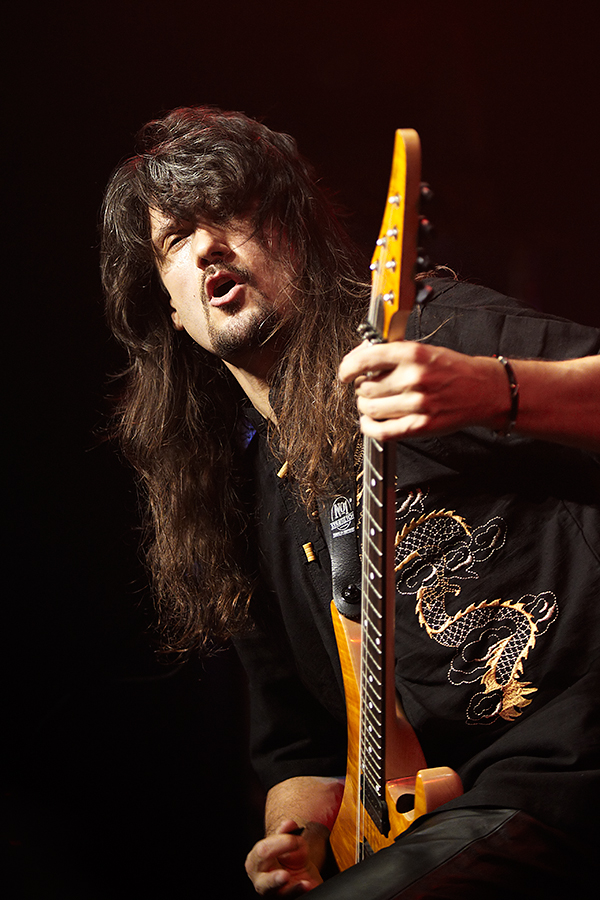
Victor Smolski, 2010

Im Jahr 2008 feierte Smolskis ehemalige Band Mind Odyssey ein Comeback und veröffentlichte bei Napalm Records u. a. ein „Best Of“-Album und den kompletten Back-Katalog neu. RAGE feierten indes ihr 25-jähriges Bandjubiläum mit der EP „Never Give Up“ und erreichten im Rahmen ihrer Teilnahme bei Stefan Raabs „Bundesvision Song Contest“ auf PRO7 den 3. Platz. 2009 veröffentlichte Victor Smolski seine erste Lehr-DVD „School of Metal“.
Mit „Strings to a Web“ verbuchten RAGE im Jahr 2010 einen großen kommerziellen Erfolg. Die CD konnte sich in den deutschen Media Control-Charts drei Wochen lang halten und erreichte dort #27. In den folgenden 18 Monaten spielte die Band ca. 70 Konzerte in über 20 Ländern. Das Highlight waren hier die 70.000 Tons of Metal-Kreuzfahrt von den USA nach Mexiko und die Headliner Show mit dem Lingua Mortis Orchestra beim Rock Hard-Festival im ausverkauften Gelsenkirchener Amphitheater. Das Nachfolgealbum „21“ konnte mit hohen Chartplatzierungen hieran anknüpfen, bevor die Band 2013 wiederum zum 70.000 Tons of Metal-Festival eingeladen wurde. Die Reise wurde gefilmt und auf mehreren TV-Stationen gezeigt.
Ab diesem Zeitpunkt waren RAGE und das Lingua Mortis Orchestra zwei voneinander getrennte Bands.

## LMO und die Jahre 2013–2014
Am 2. August 2013 erschien dann parallel zum Auftritt auf dem Wacken Open Air bei Nuclear Blast das Lingua Mortis Orchestra-Album „LMO“. Bis auf zwei Songs stammten alle Stücke aus Smolskis Feder. Unter der Mitwirkung von zwei Orchestern aus Spanien und Belarus produzierte und mischte Victor Smolski LMO gemeinsam mit seinem langjährigen Co-Produzenten Charlie Bauerfeind in den Twilight Hall-Studios in Krefeld. Die von ihm komponierte „Suite Lingua Mortis“, welche im Jahr 2006 auf dem erfolgreichen Rage-Album „Speak of the Dead“ erschienen ist, bildete die klassische Grundlage für den neuen, vielfältigen und teilweise sogar verspielten Lingua Mortis Orchestra-Sound und das letztendlich daraus resultierende 2013er LMO-Album. Dieses Werk wurde ein voller Erfolg, ließ die Verkaufszahlen von Rage wieder in die Höhe schnellen und konnte sich in den offiziellen deutschen Album-Charts bis auf #24 hochkatapultieren. Im Vergleich zu Rage zeichnete sich LMO durch noch variablere Stücke aus, die hauptsächlich aus Smolskis Feder stammten. Das neue musikalische Konzept kombinierte Heavy Metal mit klassischer Musik in Form von Songs, die speziell für eine Band und ein Orchester geschrieben wurden, sowie für verschiedene weibliche und männliche Sänger, welche sich den Lead-Gesang teilten. Thematisch befasste sich LMO mit der Hexenverbrennung im Jahr 1599 in Gelnhausen. Neben den drei Rage-Musikern wirkten hier noch als fester Bestandteil der Band Jeanette Marchewka (Gesang), Dana Harnge (Sopran) und Henning Basse (Gesang) mit.
Im September 2014 erschien die deutsche Version der Biografie von Victor Smolski, „Straight to Hell or to Paradise“ – ein etwas anderes Buch über Victor, das faszinierende Einblicke in die Metal- und Klassikwelt und seine Leidenschaft für den Motorsport gewährt. Darüber hinaus finden sich im Buch diverse, lesenswerte Interviews, Gitarrennoten und Tabs für Songs von Rage und über 200 Bilder.

## Almanac – ab 2015 bis heute
Die erste Veröffentlichung 'Tsar' zeichnet sich aus durch die Verbindung von traditionellem Metal mit Klassik, Elementen aus Weltmusik und russischer Folklore und der Moderne. Inhaltlich werden historische Ereignisse mit Bezug zu Russland, Osteuropa und Zentralasien behandelt.
Im Jahr 2017 erschien das zweite Studioalbum mit dem Titel Kingslayer.

## Motorsport
Neben seinen musikalischen Tätigkeiten ist Victor Smolski seit 1995 immer wieder als Rennfahrer bei Tourenwagenrennen aktiv. Angefangen im Rallyesport und im Automobilslalom, stellte sich für ihn schnell eine Leidenschaft für die Rundstrecke ein. Neben erfolgreichen Rennen in der Youngtimer-Serie fährt Smolski auch seit Jahren in der RTTC Sprintrennen. Seine große Liebe gilt allerdings der Nordschleife des Nürburgrings. Hier hat Smolski in den letzten Jahren in der deutschen Langstreckenmeisterschaft, beim internationalen 24-h-Rennen und beim 500-km-Rennen zahlreiche Erfolge einfahren können. Seinen ersten Sieg erzielte er am 18. August 2007 beim RCM Grenzlandrennen in einem BMW M3.
Beim 36. ADAC 24-h-Rennen auf dem Nürburgring vom 22.–25. Mai 2008 erreichte Victor den 3. Platz in der Klasse V6 mit einem BMW M3. In dieser Klasse gehen seriennahe Tourenwagen bis max. 3.500 cm³ Hubraum an den Start. Es war bereits sein 5. Start bei einem 24-h-Rennen.
Neben seinen Einsätzen in der RCN bestritt Smolski 2009 auch einige Läufe zur BF Goodrich Langstreckenmeisterschaft Nürburgring und einige Rennen der ADAC Youngtimer. 2010 fuhr Smolski einige Einsätze in der RCN mit einem Porsche 911 sowie in der VLN mit der Dodge-Viper.

## Diskografie

### Soloalben
- Destiny (1996)
- The Heretic (2000)
- Majesty & Passion (2004)
- 2 in 1 (Re-Release) 2006
- School of Metal (DVD) (2009)
- Straight to Hell or to Paradise (2014) (Buch)

### Mit Rage
- Ghosts (1999)
- Welcome to the Other Side (2001)
- Unity (2002)
- Soundchaser (2003)
- From the Cradle to the Stage (DVD, 2004)
- Speak of the Dead (2006)
- Full Moon in St.Petersburg (DVD, 2007)
- Carved in Stone (2008)
- Gib dich nie auf (EP, 2009)
- Strings to a Web (2010)
- 21 (2012)
- The Soundchaser Archives (2014)

### Mit Mind Odyssey
- Nailed to the Shade (1998)
- Signs (1999)
- Best Of (2008)
- Time to Change It (2009)

### Mit LMO (Lingua Mortis Orchestra)
- Lingua Mortis Orchestra (2013)

### Weitere Veröffentlichungen
- Inspector – Russian Prayer (1993)
- Der Schuh des Manitu – Filmmusik (2001)
- Silent Force – Infatuator (2001)
- Siggi Braun Fine Young Guitars – Perfect Passion (2004)
- Traumschiff Surprise – Filmmusik (2004)
- Der Bote – Kalt! (2005)
- Lacrimosa – Lichtgestalt (2005)
- Kipelov – Rivers of Time (2005)
- Kipelov – Live In Moscow (DVD, 2006)
- Nuclear Blast Allstars – Into the Light (2007)
- Subconscious – All Things Are Equal in Death (2008)
- Leaves Eyes – Njord (2009)
- Van Canto – "One to Ten" (2010)
- Leaves Eyes – Meredead (2011)
- Atrocity – OKKULT (2012)
- Der Bote – Morgenwelt (2013)
- Leaves Eyes – Symphonies of the Night (2013)
- Savn – Savn (2014)
- Eluveitie – Origins (2014)

### Mit ALMANAC
- Tsar (2016)
- Kingslayer (2017)
- Rush of Death (2020)